# Маршалок великий литовский
Марша́лок вели́кий лито́вский — высшее должностное лицо в Великом княжестве Литовском. Должность возникла в конце XIV века и упоминается в источниках как маршалок господарский или дворский, однако в 1409 году он упоминается уже как маршалок земский, а позднее за ним закрепляется название маршалок великий (при этом маршалком господарским стала называться другая должность).
Маршалок великий литовский руководил двором великого князя литовского, наблюдал за порядком и этикетом, принимал иностранных послов, председательствовал на совещаниях рады и сейма, провозглашал их решения и указы великого князя, занимался устройством депутатов сейма и других лиц, прибывших к великому князю, руководил придворной стражей и гвардией, следил за безопасностью великого князя, назначал дворян. Рассматривал случившиеся при дворе и в месте нахождения великого князя инциденты. С 1569 года (Люблинской унии) должность маршалка великого литовского стала сенаторской. Во время проведения Сейма Речи Посполитой на территории Великого княжества Литовского созывал и вёл сеймовые заседания.

## Список маршалков великих литовских
| Год начала работы          | Год окончания работы | Личность                          | Изображение | Примечания                                                                                         |
| -------------------------- | -------------------- | --------------------------------- | ----------- | -------------------------------------------------------------------------------------------------- |
| Маршалки земские литовские |                      |                                   |             | |
| 1398                       | 1411                 | Станислав Чупурна                 |             | Умер                                                                                               |
| 1411                       | 1432                 | Румбольд Волимонтович             |             | Казнён по приказу Сигизмунда Кейстутовича                                                          |
| 1433                       | 1434                 | Радзивилл Остикович               |             | |
| 1434                       | 1459                 | Пётр Монтигердович                |             | Умер                                                                                               |
| 1463                       | 1475                 | Радзивилл Остикович               |             | Второй раз, одновременно занимал пост воеводы трокского, позднее стал каштеляном виленским         |
| 1475                       | 1477                 | Станька Судзивоевич               |             | Стал воеводой трокским                                                                             |
| 1477                       | 1480                 | Мартин Гаштольд                   |             | Одновременно занимал пост воеводы киевского, позднее стал воеводой трокским                        |
| 1480                       | 1490                 | Богдан Сакович                    |             | С 1484 года воевода трокский, умер                                                                 |
| 1491                       | 1497                 | Пётр Монтигердович Белый          |             | Одновременно занимал пост воеводы трокского, умер                                                  |
| 1498                       | 1505                 | Ян Заберезинский                  |             | Одновременно занимал пост воеводы трокского, снят с должности                                      |
| 1505                       | 1510                 | Николай Радзивилл                 |             | Одновременно занимал пост воеводы трокского, позднее стал воеводой виленским и канцлером литовским |
| 1510                       | 1512                 | Николай Кезгайло                  |             | Умер                                                                                               |
| 1512                       | 1513 или 1514        | Станислав Кишка                   |             | Умер                                                                                               |
| 1514                       | 1522                 | Ян Радзивилл Бородатый            |             | Стал каштеляном трокским, но умер в том же году                                                    |
| 1522                       | 1538                 | Ян Заберезинский                  |             | Одновременно занимал пост воеводы новогрудского, с 1530 года воевода трокский, умер                |
| 1544                       | 1565                 | Николай Радзивилл Чёрный          |             | С 1550 года канцлер литовский, с 1551 года воевода виленский, умер                                 |
| Маршалки великие литовские |                      |                                   |             | |
| 1566                       | 1579                 | Ян Иеронимович Ходкевич           |             | Одновременно занимал пост старосты жемайтского, с 1574 года каштелян виленский, умер               |
| 1579                       | 1586                 | Николай Криштоф Радзивилл Сиротка |             | Стал каштеляном трокским                                                                           |
| 1586                       | 1592                 | Альбрехт Радзивилл                |             | Брат предыдущего, умер                                                                             |
| 1592                       | 1595                 | Станислав Радзивилл               |             | Брат предыдущего, позднее стал старостой жемайтским                                                |
| 1597                       | 1615                 | Кшиштоф Николай Дорогостайский    |             | Умер                                                                                               |
| 1615                       | 1621                 | Пётр Веселовский                  |             | Умер                                                                                               |
| 1621                       | 1635                 | Ян Станислав Сапега               |             | Умер                                                                                               |
| 1635                       | 1637                 | Кшиштоф Веселовский               |             | Умер                                                                                               |
| 1637                       | 1654                 | Александр Людвик Радзивилл        |             | Позднее стал воеводой полоцким, но умер в том же году                                              |
| 1654                       | 1669                 | Кшиштоф Завиша                    |             | Позднее стал каштеляном виленским                                                                  |
| 1669                       | 1679                 | Александр Гилярий Полубинский     |             | Умер                                                                                               |
| 1679                       | 1690                 | Станислав Казимир Радзивилл       |             | Умер                                                                                               |
| 1691                       | 1695                 | Ян Кароль Дольский                |             | Умер                                                                                               |
| 1699                       | 1703                 | Александр Павел Сапега            |             | Лишён должности (как и все Сапеги) в 1703 году на Люблинском сейме                                 |
| 1703                       | 1712                 | Мартиан Доминик Волович           |             | Умер                                                                                               |
| 1705                       | 1708                 | Александр Павел Сапега            |             | Восстановлен на должности Станиславом Лещинским                                                    |
| 1713                       | 1734                 | Александр Павел Сапега            |             | Полностью амнистирован Августом Сильным и восстановлен в правах, умер                              |
| 1734                       | 1750                 | Павел Кароль Сангушко             |             | Умер                                                                                               |
| 1750                       | 1768                 | Игнацы Огинский                   |             | Позднее стал каштеляном виленским                                                                  |
| 1768                       | 1781                 | Юзеф Паулин Сангушко              |             | Умер                                                                                               |
| 1781                       | 1790                 | Владислав Гуровский               |             | Умер                                                                                               |
| 1791                       | 1793                 | Игнацы Потоцкий                   |             | Отказался от должности                                                                             |
| 1793                       | 1795                 | Людвик Тышкевич                   |             | Сложил полномочия после раздела Речи Посполитой                                                    |